# Effektenhändler
Effektenhändler sind Händler, die den Handel mit Effekten betreiben.

## Allgemeines
Das Wertpapiergeschäft der Kreditinstitute lässt sich allgemein in drei Prozesse aufteilen, nämlich den Geschäftsabschluss (englisch trading), die Abrechnung des Geschäfts (englisch clearing) und die Lieferung und Zahlung (englisch settlement). Die Effektenhändler (englisch security trader) sind Teil des ersten Prozesses. Ihr Handelsobjekt sind Effekten, also börsengängige Wertpapiere (vor allem Aktien, Anleihen und Investmentzertifikate). Effektenhändler verfolgen dieselben Handelsstrategien und setzen dieselben Handelstechniken wie andere Trader ein. In Deutschland heißen sie Börsenhändler; die seit Juli 2002 vorhandenen Skontroführer hießen vorher Börsenmakler, die beide nicht zu den Effektenhändlern gehören.

## International
In der Schweiz ist das Wort Effektenhändler ein Rechtsbegriff, gesetzlich definiert als „natürliche und juristische Personen und Personengesellschaften, die gewerbsmäßig für eigene Rechnung zum kurzfristigen Wiederverkauf oder für Rechnung Dritter Effekten auf dem Sekundärmarkt kaufen und verkaufen, auf dem Primärmarkt öffentlich anbieten oder selbst Derivate schaffen und öffentlich anbieten“ (Art. 2d BEHG). Das BEHG regelt nach Art. 1 BEHG die Aufsicht über Effektenhändler für den gewerbsmäßigen Handel mit Effekten und soll den Anlegerschutz gewährleisten. Effektenhändler bedürfen gemäß Art. 30 BEHG einer Erlaubnis der FINMA. Bewilligungsvoraussetzungen sind unter anderem:
- Interne Vorschriften und eine Betriebsorganisation, die die Erfüllung der Pflichten aus dem Börsengesetz sicherstellt,
- erforderliches Mindestkapital oder Leistung entsprechender Sicherheit,
- Nachweis der erforderlichen Fachkenntnisse des Effektenhändlers und seiner verantwortlichen Mitarbeiter und
- der Effektenhändler, seine verantwortlichen Mitarbeiter sowie die massgebenden Aktionäre müssen Gewähr für eine einwandfreie Geschäftstätigkeit bieten.

Die FINMA hat den Begriff des Effektenhändlers durch die Merkmale „hauptsächliche Tätigkeit im Finanzbereich“, „Gewerbsmäßigkeit“ und „öffentliches Angebot“ präzisiert.
In Österreich ist wie in Deutschland vom Börsenhändler die Rede, dessen Ausbildung mit dem „geprüften Börsenhändler“ abschließt. Börsenhändler sind Fachleute aus der Finanzbranche, die durch geschicktes Kaufen und Verkaufen von Wertpapieren, Rohstoffen und anderen Produkten versuchen, Gewinn zu erzielen. Damit umfasst wie in Deutschland der Begriff des Börsenhändlers mehr Handelsobjekte als lediglich Effekten.
Ringhändler heißen in Großbritannien „independent trader“, in den USA „floor trader“.